# Associação Amigos do Vôlei 2023-2024
Questa voce raccoglie le informazioni riguardanti l'Associação Amigos do Vôlei nella stagione 2023-2024.

## Stagione
L'Associação Amigos do Vôlei utilizza la denominazione sponsorizzata Farma Conde/São José nella stagione 2023-24.
Partecipa per la sesta volta alla Superliga Série A, classificandosi al secondo posto in regular season: ai play-off scudetto viene eliminato ai quarti di finale, sconfitto dalla Norte Catarinense e chiudendo pertanto con un sesto posto finale. 
In Coppa del Brasile non va oltre i quarti di finale, estromesso dal torneo dalla  e classificandosi al quinto posto; in Supercoppa brasiliana invece sconfigge il Sada e si aggiudica il primo titolo in ambito nazionale della sua storia.
In ambito internazionale è invece di scena al campionato sudamericano, classificandosi al terzo posto.
A livello stata, invece, si classifica al quarto posto al Campionato Paulista, venendo eliminato in semifinale dall'Índios Guarus.

## Organigramma societario
Area direttiva
- Presidente: Ary de Almeida Godoy Neto

Area tecnica
- Allenatore: Carlos Schwanke
- Secondo allenatore: Renato Soares
- Assistente allenatore: André Tondato da Silva
- Preparatore atletico: Cristiano Almeida

Area sanitaria
- Fisioterapista: Caio Moreira

## Rosa
| N° | Nome                  | Ruolo | Data di nascita  | Nazionalità sportiva |
| -- | --------------------- | ----- | ---------------- | -------------------- |
| 1  | Rafael Obrusnik       | P     | 13 aprile 2004   | Brasile              |
| 3  | Bryan Stragliotto     | L     | 31 marzo 2003    | Brasile              |
| 4  | Rogério de Carvalho   | L     | 20 febbraio 1995 | Brasile              |
| 5  | Matheus Silva         | P     | 1º aprile 1997   | Brasile              |
| 6  | Vinícius Reis         | L     | 6 febbraio 2005  | Brasile              |
| 8  | Gustavo Cardoso       | P     | 28 giugno 2003   | Brasile              |
| 9  | Geovane Kuhnen        | C     | 10 ottobre 2000  | Brasile              |
| 10 | Matheus dos Santos    | C     | 23 aprile 1996   | Brasile              |
| 11 | João Franck           | S     | 9 marzo 1999     | Brasile              |
| 13 | Lucas Barreto         | C     | 24 giugno 1997   | Brasile              |
| 14 | Douglas de Souza      | S     | 20 agosto 1995   | Brasile              |
| 15 | Luis Henrique Santana | C     | 18 febbraio 2003 | Brasile              |
| 16 | João Cornelsen        | C     | 21 luglio 2004   | Brasile              |
| 17 | Mário Quesada         | O     | 17 maggio 2004   | Cuba                 |
| 18 | Felipe Roque          | O     | 19 maggio 1997   | Brasile              |
| 19 | José de Santana       | S     | 6 febbraio 1996  | Brasile              |
| 21 | Gabriel Negrão        | S     | 27 agosto 2004   | Brasile              |

## Mercato
| Acquisti | Acquisti           | Acquisti | Acquisti   |
| R.       | Nome               | da       | Modalità   |
| -------- | ------------------ | -------- | ---------- |
| C        | Lucas Barreto      | BVC      | definitivo |
| S        | José de Santana    | Tours    | definitivo |
| C        | Matheus dos Santos | Minas    | definitivo |
| S        | João Franck        | BVC      | definitivo |
| C        | Geovane Kuhnen     | UPIS     | definitivo |
| O        | Felipe Roque       | BVC      | definitivo |
| L        | Bryan Stragliotto  | BVC      | definitivo |

| Cessioni                               | Cessioni           | Cessioni          | Cessioni   |
| R.                                     | Nome               | a                 | Modalità   |
| -------------------------------------- | ------------------ | ----------------- | ---------- |
| P                                      | Gabriel Bieler     | Suzano            | definitivo |
| S                                      | Bruno Canuto       | Virtus Aversa     | definitivo |
| C                                      | Gabriel Cotrim     | Academia do Vôlei | definitivo |
| L                                      | Ian da Costa       | Vôlei Pró         | definitivo |
| O                                      | Carlos da Silva    | Instituto CUCA    | definitivo |
| S                                      | Rodrigo da Silva   | Vôlei Pró         | definitivo |
| P                                      | Leonardo Gonçalves | Araucária         | definitivo |
| O                                      | Renan Gonçalves    | Rovinj            | definitivo |
| C                                      | Johan Marengoni    | APAN              | definitivo |
| L                                      | Pedro Pessoa       | ?                 | definitivo |
| O                                      | Michael Sánchez    | Minas             | definitivo |
| C                                      | Michel Saraiva     | Norte Catarinense | definitivo |
| Trasferimenti nel corso della stagione |                    |                   |            |
| P                                      | Rafael Obrusnik    | Grand View        | definitivo |

## Risultati

### Superliga Série A

#### Girone di andata
| 1ª giornata - 14 novembre 2023 Farma Conde Arena, São José dos Campos      | Amigos do Vôlei   | 3 - 2 | AEESB             | 25-23, 23-25, 25-19, 20-25, 15-12 |
| 2ª giornata - 17 novembre 2023 Ginásio Ponte Grande, Guarulhos             | Índios Guarus     | 1 - 3 | Amigos do Vôlei   | 25-22, 21-25, 23-25, 16-25        |
| 3ª giornata - 24 novembre 2023 Farma Conde Arena, São José dos Campos      | Amigos do Vôlei   | 3 - 0 | Minas             | 25-17, 25-23, 25-21               |
| 4ª giornata - 30 novembre 2023 Ginásio Marcello de Castro Leite, San Paolo | Sesi              | 0 - 3 | Amigos do Vôlei   | 18-25, 21-25, 23-25               |
| 5ª giornata - 6 dicembre 2023 Farma Conde Arena, São José dos Campos       | Amigos do Vôlei   | 3 - 1 | BVC               | 21-25, 25-19, 25-20, 25-21        |
| 6ª giornata - 11 dicembre 2023 Ginásio General Mário Brum, Uberlândia      | ABCD              | 1 - 3 | Amigos do Vôlei   | 16-25, 25-21, 17-25, 20-25        |
| 7ª giornata - 17 dicembre 2023 Farma Conde Arena, São José dos Campos      | Amigos do Vôlei   | 3 - 1 | Suzano            | 25-20, 25-19, 21-25, 26-24        |
| 8ª giornata - 22 dicembre 2023 Farma Conde Arena, São José dos Campos      | Amigos do Vôlei   | 3 - 1 | Academia do Vôlei | 25-22, 25-22, 28-30, 25-21        |
| 9ª giornata - 6 gennaio 2024 Ginásio Sebastião Cruz, Blumenau              | APAN              | 0 - 3 | Amigos do Vôlei   | 24-26, 17-25, 18-25               |
| 10ª giornata - 12 gennaio 2024 Ginásio do Riacho, Belo Horizonte           | Sada              | 2 - 3 | Amigos do Vôlei   | 15-25, 25-18, 25-20, 15-25, 12-15 |
| 11ª giornata - 15 gennaio 2024 Centreventos Cau Hansen, Joinville          | Norte Catarinense | 2 - 3 | Amigos do Vôlei   | 21-25, 23-25, 25-23, 25-22, 11-15 |

#### Girone di ritorno
| 12ª giornata - 20 gennaio 2024 Ginásio Municipal Tancredo Neves, Montes Claros | AEESB             | 1 - 3 | Amigos do Vôlei   | 21-25, 25-22, 21-25, 16-25       |
| 13ª giornata - 30 gennaio 2024 Farma Conde Arena, São José dos Campos          | Amigos do Vôlei   | 1 - 3 | Índios Guarus     | 25-22, 28-30, 23-25, 21-25       |
| 14ª giornata - 4 febbraio 2024 Arena Juscelino Kubitschek, Belo Horizonte      | Minas             | 0 - 3 | Amigos do Vôlei   | 23-25, 17-25, 20-25              |
| 15ª giornata - 9 febbraio 2024 Farma Conde Arena, São José dos Campos          | Amigos do Vôlei   | 1 - 3 | Sesi              | 16-25, 23-25, 25-22, 16-25       |
| 16ª giornata - 21 febbraio 2024 Ginásio do Taquaral, Campinas                  | BVC               | 1 - 3 | Amigos do Vôlei   | 25-21, 21-25, 24-26, 16-25       |
| 17ª giornata - 25 febbraio 2024 Farma Conde Arena, São José dos Campos         | Amigos do Vôlei   | 3 - 0 | ABCD              | 25-11, 25-17, 25-21              |
| 18ª giornata - 1º marzo 2024 Arena Suzano, Suzano                              | Suzano            | 3 - 0 | Amigos do Vôlei   | 25-23, 27-25, 25-18              |
| 19ª giornata - 5 marzo 2024 Ginásio Poliesportivo Raul Belém, Uberlândia       | Academia do Vôlei | 0 - 3 | Amigos do Vôlei   | 23-25, 21-25, 22-25              |
| 20ª giornata - 14 marzo 2024 Farma Conde Arena, São José dos Campos            | Amigos do Vôlei   | 3 - 2 | APAN              | 20-25, 20-25, 25-14, 25-15, 15-9 |
| 21ª giornata - 22 marzo 2024 Farma Conde Arena, São José dos Campos            | Amigos do Vôlei   | 0 - 3 | Sada              | 19-25, 29-31, 23-25              |
| 22ª giornata - 27 marzo 2024 Farma Conde Arena, São José dos Campos            | Amigos do Vôlei   | 3 - 0 | Norte Catarinense | 25-23, 25-16, 25-12              |

#### Play-off scudetto
| Quarti di finale (gara 1) - 2 aprile 2024 Farma Conde Arena, São José dos Campos  | Amigos do Vôlei   | 1 - 3 | Norte Catarinense | 20-25, 20-25, 25-17, 22-25 |
| Quarti di finale (gara 2) - 6 aprile 2024 Centreventos Cau Hansen, Joinville      | Norte Catarinense | 0 - 3 | Amigos do Vôlei   | 15-25, 21-25, 13-25        |
| Quarti di finale (gara 3) - 11 aprile 2024 Farma Conde Arena, São José dos Campos | Amigos do Vôlei   | 1 - 3 | Norte Catarinense | 26-28, 25-23, 23-25, 24-26 |

### Coppa del Brasile
| Quarti di finale - 26 gennaio 2024 Arena Municipal, São José dos Campos | Amigos do Vôlei | 1 - 3 | BVC | 23-25, 23-25, 25-19, 22-25 |

### Supercoppa brasiliana
| Finale - 9 novembre 2023 Arena Hall, Belo Horizonte | Sada | 2 - 3 | Amigos do Vôlei | 24-26, 25-23, 20-25, 25-20, 13-15 |

### Campionato sudamericano

#### Fase a gironi
| 1ª giornata - 12 febbraio 2024 Ginásio Sebastião Cruz, Blumenau | Amigos do Vôlei | 3 - 0 | CDV      | 25-13, 25-10, 25-21 |
| 2ª giornata - 13 febbraio 2024 Ginásio Sebastião Cruz, Blumenau | Amigos do Vôlei | 3 - 0 | Policial | 25-17, 25-17, 25-23 |

#### Fase finale
| Semifinale - 15 febbraio 2024 Ginásio Sebastião Cruz, Blumenau      | Amigos do Vôlei | 1 - 3 | Ciudad          | 38-40, 25-19, 22-25, 24-26 |
| Finale 3º posto - 16 febbraio 2024 Ginásio Sebastião Cruz, Blumenau | APAN            | 1 - 3 | Amigos do Vôlei | 17-25, 21-25, 25-22, 14-25 |

## Statistiche

### Statistiche di squadra
| Competizione            | Punti | In casa | In casa | In casa | In trasferta | In trasferta | In trasferta | Totale | Totale | Totale |
| Competizione            | Punti | G       | V       | P       | G            | V            | P            | G      | V      | P      |
| ----------------------- | ----- | ------- | ------- | ------- | ------------ | ------------ | ------------ | ------ | ------ | ------ |
| Superliga Série A       | 50    | 13      | 8       | 5       | 12           | 11           | 1            | 25     | 19     | 6      |
| Coppa del Brasile       | -     | 1       | 0       | 1       | 0            | 0            | 0            | 1      | 0      | 1      |
| Supercoppa brasiliana   | -     | -       | -       | -       | -            | -            | -            | 1      | 1      | 0      |
| Campionato sudamericano | 6     | -       | -       | -       | -            | -            | -            | 4      | 3      | 1      |
| Totale                  | -     | 14      | 8       | 6       | 12           | 11           | 1            | 31     | 23     | 8      |

### Statistiche dei giocatori
| Giocatore      | Superliga Série A | Superliga Série A | Superliga Série A | Superliga Série A | Superliga Série A | Campionato sudamericano | Campionato sudamericano | Campionato sudamericano | Campionato sudamericano | Campionato sudamericano |
| Giocatore      | P                 | PT                | AV                | MV                | BV                | P                       | PT                      | AV                      | MV                      | BV                      |
| -------------- | ----------------- | ----------------- | ----------------- | ----------------- | ----------------- | ----------------------- | ----------------------- | ----------------------- | ----------------------- | ----------------------- |
| L. Barreto     | 25                | 180               | 112               | 66                | 2                 | 4                       | 23                      | 10                      | 12                      | 1                       |
| G. Cardoso     | 22                | 0                 | 0                 | 0                 | 0                 | 4                       | 4                       | 1                       | 0                       | 3                       |
| J. Cornelsen   | 0                 | 0                 | 0                 | 0                 | 0                 | 1                       | 1                       | 1                       | 0                       | 0                       |
| R. de Carvalho | 25                | 0                 | 0                 | 0                 | 0                 | 4                       | 0                       | 0                       | 0                       | 0                       |
| J. de Santana  | 22                | 120               | 90                | 15                | 15                | 4                       | 30                      | 22                      | 1                       | 7                       |
| D. de Souza    | 24                | 345               | 291               | 32                | 22                | 4                       | 54                      | 39                      | 8                       | 7                       |
| M. dos Santos  | 18                | 136               | 104               | 25                | 7                 | 3                       | 29                      | 27                      | 2                       | 0                       |
| J. Franck      | 23                | 189               | 162               | 18                | 9                 | 4                       | 21                      | 17                      | 2                       | 2                       |
| G. Kuhnen      | 17                | 100               | 68                | 21                | 11                | 3                       | 12                      | 9                       | 2                       | 1                       |
| G. Negrão      | 0                 | 0                 | 0                 | 0                 | 0                 | 1                       | 3                       | 3                       | 0                       | 0                       |
| R. Obrusnik    | -                 | -                 | -                 | -                 | -                 | -                       | -                       | -                       | -                       | -                       |
| M. Quesada     | 17                | 20                | 13                | 6                 | 1                 | 4                       | 11                      | 9                       | 2                       | 0                       |
| V. Reis        | 0                 | 0                 | 0                 | 0                 | 0                 | -                       | -                       | -                       | -                       | -                       |
| F. Roque       | 25                | 454               | 396               | 31                | 28                | 4                       | 67                      | 53                      | 8                       | 6                       |
| L.H. Santana   | 2                 | 3                 | 3                 | 0                 | 0                 | -                       | -                       | -                       | -                       | -                       |
| M. Silva       | 25                | 59                | 17                | 21                | 21                | 4                       | 8                       | 0                       | 2                       | 6                       |
| B. Stragliotto | 7                 | 0                 | 0                 | 0                 | 0                 | 1                       | 0                       | 0                       | 0                       | 0                       |

P = presenze; PT = punti totali; AV = attacchi vincenti; MV = muri vincenti; BV = battute vincenti

NB: Non sono disponibili i dati relativi alla Coppa del Brasile, alla Supercoppa brasiliana e, di conseguenza, quelli totali.